# セシル・ヘイウッド
セシル・パーシバル・ヘイウッド少将、CB、CMG、DSO（Cecil Percival Heywood、1880年5月17日 - 1936年10月20日）は、イギリス陸軍の軍人。

## 略歴
第3代准男爵アーサー・ヘイウッドの次男に生まれ、1899年コールドストリームガーズの士官となって、 第二次ボーア戦争で戦った。 1904年に第2コールドストリームガーズの副官となり、エジプト陸軍と視察を行い、1908年にスーダンの南コルドファンの作戦に巻き込まれることとなった。 第一次世界大戦では参謀将校を務め、1918年第三近衛旅団長となった。 1927年にCommander of コールドストリームガーズand Regimental District、1930年に インドでDirector of Military Training、1934年陸軍省でDirector of Staff Dutiesとなった。1936年に第3師団司令長官となり、同年引退した。
スタッフォードシャー、デンストーンのAll Saint's Churchyardに埋葬された。

## 家族
1917年にマーガレット・ビアー・カーと結婚し、一男一女を儲けた。